# Етнічне ядро
Етнічне ядро (від лат. nucleus — концентрація чогось в одному місці) — згуртована самосвідома сукупність людей одного й того ж походження, на базі якої формується та чи та етнічна спільнота, котра складає її основу, яка також виступає державотворчим чинником.